# Yves Missi
Yves Thierry Ouwe Missi (Bruxelles, 14 maggio 2004) è un cestista camerunese, professionista nella NBA con i New Orleans Pelicans.

## Carriera
Nato in Belgio, ma cresciuto in Camerun, nel 2021 decide di trasferirsi negli Stati Uniti. Dopo un anno trascorso al college giocando per la Baylor University, viene scelto con la ventunesima scelta assoluta al draft NBA 2024 dai New Orleans Pelicans.

## Statistiche

### College
| Anno      | Squadra      | PG | PT | MP   | TC%  | 3P% | TL%  | RP  | AP  | PRP | SP  | PP   |
| --------- | ------------ | -- | -- | ---- | ---- | --- | ---- | --- | --- | --- | --- | ---- |
| 2023-2024 | Baylor Bears | 34 | 32 | 22,9 | 61,4 | -   | 61,6 | 5,6 | 0,4 | 0,6 | 1,5 | 10,7 |
| Carriera  | Carriera     | 34 | 32 | 22,9 | 61,4 | -   | 61,6 | 5,6 | 0,4 | 0,6 | 1,5 | 10,7 |

### NBA

#### Regular Season
| Anno      | Squadra       | PG | PT | MP   | TC%  | 3P% | TL%  | RP  | AP  | PRP | SP  | PP  |
| --------- | ------------- | -- | -- | ---- | ---- | --- | ---- | --- | --- | --- | --- | --- |
| 2024-2025 | N.O. Pelicans | 73 | 67 | 26,8 | 54,7 | 0,0 | 62,3 | 8,2 | 1,4 | 0,5 | 1,3 | 9,1 |
| Carriera  | Carriera      | 73 | 67 | 26,8 | 54,7 | 0,0 | 62,3 | 8,2 | 1,4 | 0,5 | 1,3 | 9,1 |

## Palmarès
- NBA All-Rookie Second Team (2025)